# Slavonski Kobaš
Slavonski Kobaš je naselje u Brodsko-posavskoj županiji. Pripada općini Oriovac. Nalazi se na lijevoj obali rijeke Save.

## Povijest
Slavonski Kobaš se spominje još za vrijeme Mongola (Tatara). O tome svjedoči Tatarski put u Kobašu koji je gotovo čitavom svojom dužinom razoren od vremena komasacije u bivšoj Jugoslaviji.[nedostaje izvor]
O djelovanju Osmanlija u Kobašu govori svetište Kloštar u Kobašu. Dio tog marijanskog svetišta je srušen. Postoji legenda da su Osmanlije otele sliku Majke Božje i da su je preko mosta odnijeli na desnu obalu rijeke Save, u današnji Bosanski Kobaš i da je slika preplivala Savu i vratila se u Kloštar neoštećena. O Osmanlijama govori i zapis da je mlada djevojka prezimenom Margetić ubila tri Osmanlijska vojnika u namjeri da ubije pašu u Požegi te tako oslobodi svoje selo.[nedostaje izvor]

## Stanovništvo
Prema popisu stanovništva iz 2011. godine Slavonski Kobaš je imao 1230 stanovnika, dok je 2001. godine imao 1303 stanovnika, od čega 1236 Hrvata i 44 Srba. 
| broj stanovnika | 1979  | 1729  | 1602  | 1774  | 1843  | 2015  | 1926  | 2050  | 2061  | 2004  | 1851  | 1720  | 1461  | 1342  | 1303  | 1230  | 1034  |
|                 | 1857. | 1869. | 1880. | 1890. | 1900. | 1910. | 1921. | 1931. | 1948. | 1953. | 1961. | 1971. | 1981. | 1991. | 2001. | 2011. | 2021. |

## Poznate osobe
- Zdravko Ćosić, akademski slikar
- Ante Premužić, šumarski inženjer

## Šport
- NK Slavonac, nogometni klub
- KKK Oriolik, kajak kanu klub